# Zemědělské muzeum – Pachtův Špejchar ve Stanovicích
Zemědělské muzeum – Pachtův Špejchar ve Stanovicích je muzeum ve Stanovicích, místní části Nové Cerekve, sídlí v bývalém špejcharu v čp. 10. Spravováno je rodinou Pachtů a založeno bylo v roce 2006.

## Historie
Pachtův špejchar (tj. sýpka) byl postaven dle datace na budově v roce 1596, budova je typickým patrovým špejcharem s plochými paspartami okolo oken, součástí výzdoby budovy je zachovalá sgrafitová výzdoba omítky. V roce 2004 byla budova špejcharu zařazena do seznamu kulturních památek České republiky.

## Expozice
Mezi sbírkovými předměty muzea jsou typické předměty pro život a řemeslnou práci na české vesnici v začátcích 20. století. Součástí je také koňská stezka, kde je posléze na blízkém statku možno přespat a zapůjčit si koně. Budova patří mezi významné nejstarší lidové stavby jižních Čech.